# Nil (zespół muzyczny)
nil – japoński zespół muzyczny, trio rockowe założone w 1998 przez Tetsu Takano, Kazama Hiroyuki i Moro Kyoshii. W pierwszej fazie swojego istnienia zespół do końca 1998 zdążył zawiesić swoją działalność którą wznowił w 2002. Wtedy też pojawiły się pierwsze nagrania grupy. W 2005 zespół pojawił się w nowym składzie (z Takano nadal sprawującym funkcje lidera, wokalisty, gitarzysty i tekściarza). W wyniku niepowodzeń z zespołu odeszli Hiroyuki i Kyoshii których zastąpili Hiroyuki i Sota. Po niespełna 6 miesiącach Ofuruton Sota powrócił do swojego dawnego zespołu i do końca 2005 ostatecznym perkusistą grupy został Kazama Hiroyuki.

## Skład zespołu
- Tetsu Takano – wokal, gitara
- Kobayashi Masaru – gitara basowa
- Kazama Hiroyuki – perkusja
- Kashimoto „Marawo” Hiroyuki – gitara basowa
- Moro Kyoshii – perkusja
- Ofuruton „Furuton” Sota – perkusja

## Dyskografia

### LP

#### Albumy studyjne
- 12inplosion (8 maja 2004)
- エクスカリバー (Excalibur) 6 kwietnia 2005)
- the PAIN KILLER (24 stycznia 2007)
- THE GREAT SPIRITS 19 marca 2003)
- Multiness 10 września 2008)

#### Albumy koncertowe
- Stroke! Swing!! Shout!!! (10 stycznia 2005)

#### Minialbumy
- nil from hell (1 września 2002)
- さよならダヴィンチ (Sayonara DaVinci) (1 grudnia 2002)
- The Covering Inferno (25 listopada 2004)
- アガペー (Agape) (2 listopada 2005)
- スケルツオ (Scherzo) (2 listopada 2005)
- マンウーマン (Man Woman) 25 października 2006
- ギタートスカート (Guitar and Skirt) (22 listopada 2006)
- Aria (13 grudnia 2006)
- Geron (12 września 2007)

### EP
- Down to Dawn EP (18 września 2003)

### Single
- Drop (16 marca 2005)

### Fanclub CD
- Thank you (czerwiec 2004)
- one day ver. DS Mix (listopad 2005)

### DVD
- Stronger Than Paranoid (1st PV collection) (lipiec 2004)
- Tears for Killers (2nd PV collection) (4 marca 2006)
- the Pirates (luty 2007)
- tonight! revolution! (24 marca 2007)

### Kompilacje
- Search Out The Jams – THE POGO Tribute Album (8 października 2008)